# Paso Integración Austral

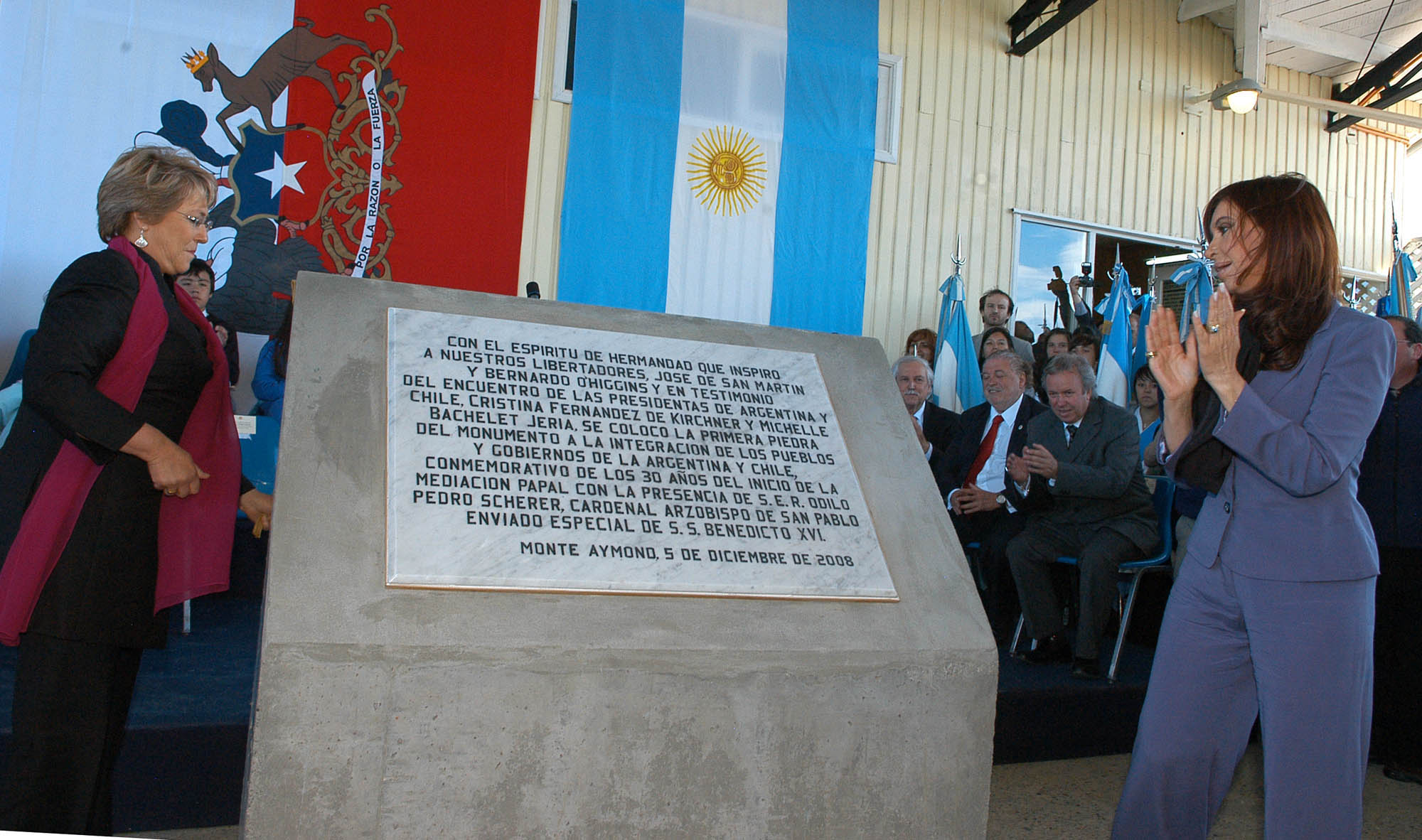
la dra Michelle Bachelet (Presidenta de Chile) y dra Cristina Fernández de Kirchner (Presidenta de Argentina) en 2008, colocando un monolito en la frontera entre ambos países en Monte Aymond, recordando la mediación del Papa Juan Pablo II en 1978, que detuvo la guerra entre los dos países por una disputa fronteriza en el Canal de Beagle.

Paso Integración Austral es un paso de frontera entre la República Argentina y la República de Chile, en el extremo sur de ambos países.
La altura del mismo es de 164 msnm. La habilitación es permanente, dentro del horario establecido para hacer uso del mismo, durante los meses de noviembre a marzo la atención al público es de 24 horas y durante los meses de abril a octubre es de 8.00 a 22.00, la asistencia policial más cercana del lado chileno se encuentra aproximadamente a 300 m del complejo aduanero y localidad argentina de Monte Aymond. Si bien existía un paso de montaña desde la época colonial. El paso fue pavimentado e inaugurado en abril de 1946 por el entonces presidente Gabriel González Videla y el presidente Juan Domingo Perón en el marco de acuerdos comerciales y de integración sudamericana conocidos como pacto ABC.
Del lado de Chile la ciudad más próxima es Punta Arenas de la XII Región de Magallanes y de la Antártica Chilena y del lado argentino, la ciudad de Río Gallegos la provincia de Santa Cruz. Es un paso muy importante por la cantidad de vehículos y personas que lo atraviesan todos los años, como dato estadístico en el año 2001 lo hicieron 82.099 vehículos, que transportaron 321.047 personas. Al año 2020 pasaban 830.203 vehículos anuales.